# Rotterdamsche Studenten Schietvereniging "De Schutterij"
De Rotterdamsche Studenten Schietvereniging "De Schutterij" (ook R.S.S. "De Schutterij" of De Schutterij) is een Nederlandse studentenweerbaarheid die onderdeel uitmaakt van het Rotterdamsch Studenten Corps. Het moederregiment van R.S.S. "De Schutterij" is het Garderegiment Fuseliers Prinses Irene.

## Geschiedenis[1]
Eind jaren 50 werd op de zolder van het Unilevergebouw door Unilever-werknemer Pieter van Es een schietbaan ingericht. Op deze schietbaan werd met luchtdrukgeweren geschoten op schietschijven. Initieel werd dit enkel gedaan door een aantal werknemers van Unilever. Deze schietactiviteiten eindigde veelal met een borrel bij Bierhandel De Pijp (1898) te Rotterdam. Bij De Pijp werd in diezelfde tijd ook geborreld door leden van het Rotterdamsch Studenten Corps. Onder deze leden bevond zich Tom Jansen. Ten gevolge van goed contact tussen Jansen en Van Es, werden de corpsleden uitgenodigd om te komen schieten op de schietbaan van Van Es. Deze uitnodigingen ontvouwde zich tot de organisatie van een schietwedstrijd, welke geregeld zou plaatsvinden.
Het Rotterdamsch Studenten Corps kende als enige corps nog geen studentenweerbaarheid. De afwezigheid van een weerbaarheid werd na enige tijd door Van Es opgemerkt, waarna Van Es bij de corpsleden aandrong tot de oprichting van een weerbaarheid, de gedachte hierachter was dat het R.S.C. als corps ook een weerbaarheid diende te hebben. Hoewel door de studenten toegezegd, vond oprichting van een studentenweerbaarheid niet plaats tot maart 1959. Op maandag 9 maart 1959 werd in Bierhandel De Pijp de Rotterdamsche Studenten Schietvereniging "De Schutterij" opgericht. Voor de verenigingsnaam, het verenigingslied 'Daar komen de schutters' en het verenigingsmotto 'Jenever en Plichtsbesef' hebben de leden zich laten inspireren door de Rotterdamsche Schutterij.
Op 30 oktober 1960 werd R.S.S. "De Schutterij" erkend als vereniging door H.M. Koningin Juliana. Op 7 maart 1961 werd R.S.S. "De Schutterij" erkend door de Minister van Defensie, waarna een samenwerking tussen De Schutterij en Defensie kon aanvangen.
Erkenning door de corporale studentenweerbaarheden vond plaats op 18 december 1975, hierna werd De Schutterij als gelijke beschouwd.
Op 2 mei 1976 aanvaarde Z.K.H. Prins Bernhard het beschermheerschap over R.S.S. "De Schutterij".